# 福家俊一

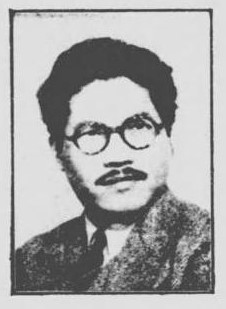
福家俊一

福家 俊一（ふけ としいち、1912年〈明治45年〉3月3日 - 1987年〈昭和62年〉4月17日）は、日本の政治家。勲二等従四位。衆議院議員総選挙に15回立候補し、当選は6回。ニックネームは「政界の寝業師」、「政界の怪物」。

## 来歴・人物

### 生い立ち
香川県高松市出身。旧制大阪府立生野中学校（現大阪府立生野高等学校）卒業、早稲田大学専門部中退。少年時代に東京憲兵隊本部で甘粕正彦の給仕を務めたことを機に、満洲に渡って満洲国の機関紙「斯民」の記者となる。満洲人脈のメンバーとなり、岸信介と深い仲を築く。軍部と外務省興亜院の肝いりによって上海に国策新聞「大陸新報」が創設され、1937年に25歳で社長就任。白根松介男爵や美濃部達吉の嘆願を受け、同社では美濃部亮吉（達吉の長男で、後の東京都知事）や向坂逸郎、高橋正雄など人民戦線事件で検挙された左派知識人たちを積極的に雇い入れた。
「大陸新報」は本土とは違った自由な雰囲気を持っており、日本の知識人や文学者が多く執筆した。朝日新聞上海特派員であった須田禎一も、変名で「大陸新報」に執筆していた。高橋正雄は回想録にて福家のことを「豪傑」と語っている 一方で、山本武利は「胡散臭い人物」という評価を下している。「大陸新報」時代の部下だった小森武とは、戦後まで強い繋がりを持っていた。「大陸新報」で生まれた人脈は、国政では対立する立場であった保守政治家と革新政治家が、裏で繋がっているという状況を作った。

### 国政へ
1942年の第21回衆議院議員総選挙に、旧東京1区から立候補し初当選。当時最年少国会議員であった。選挙の際には、里見甫の支援があったとされている。1943年11月、「衆議院議員ニシテ大東亜戦争ニ際シ召集中ナルニ因リ其ノ職ヲ失ヒタルモノノ補闕及復職ニ関スル法律」が適用され、現役議員ながら太平洋戦争に召集された。同じく召集された有馬英治、浜田尚友とともに、政府提出の市町村改正案を官僚の権力増強案と批判し反対した議員の一人であったため、東條英機による懲罰召集であったと見る向きもある。
終戦直後の第89回帝国議会においては、「苟クモ此ノ戦争責任者タル者ハ、少クトモ重臣、軍閥、官僚、財閥並ニ政治家等ノ中ニアッテ、是等ノ人々ハ所謂戦争挑発ニー連ノ脈絡アリト思ハレルノデアリマス」「而モ何等反省ノ色モ見セズ、却テ敗戦ノ責任ヲ国民ニ転嫁シ、自ラ承詔必謹ノ袖ニ隠レントスルニ至ツテハ、断ジテ私共復員兵ノー人トシテ許シ難イノデアリマス」と、復員兵の立場から戦争責任問題を追及する質問を行っている。
戦後は公職追放となる。本土に引き揚げてきた後は京都で漁業市場の経営を行っていたが、当時鉄道総局長官だった佐藤栄作から、兄（岸）の頼みだからと言われて進駐軍の列車で急に上京し、巣鴨プリズンで岸と面会した。また岸が長女・洋子の見合い相手として新聞記者を望んでいたことから、当時毎日新聞の政治部記者であった安倍晋太郎を紹介する役割を果たした。追放解除後は選挙区を故郷の香川1区に移し、日本再建連盟公認で第25回衆議院議員総選挙に立候補するも落選。この選挙活動中に対立候補の三木武吉が4人の妾を抱えていることを非難する演説を行うが、三木は本当は5人であるなど自らさらなる暴露を行って聴衆の爆笑を呼んだ。日本再建連盟の結成にあたっては、河上丈太郎や三輪寿壮といった右派社会党の面々に接触し、参加を打診した。
1958年の総選挙で政界復帰し、以後当選5回（1958年、1960年、1967年、1979年、1983年）。成田知巳、木村武千代、藤本孝雄と有力候補がひしめく選挙区であったため、落選も多かった。自民党公認候補として6回の落選は、史上最多記録である。1960年、岸派から分派した愛正会（藤山派）の結成に参加。自由民主党国会対策副委員長、第2次池田内閣の運輸政務次官を歴任し、福田派の参謀となるが、1984年10月に無派閥となる。佐藤派の田中角栄とは、学歴のない叩き上げ同志という点からシンパシーがあり、角栄が自由民主党幹事長時代の副幹事長としてコンビを組んだ。朝鮮総連の金炳植副議長と知己があり、1971年の美濃部知事の中朝訪問の際に、保利茂自民党幹事長が周恩来宛の書簡（いわゆる「保利書簡」）を託すにあたって、小森武と協力して工作を行った。
1986年の総選挙で落選し、政界を引退。1987年4月17日、肝腫瘍のため東京医科歯科大学付属病院で死去。75歳没。

## 人物
- 自民党内でも異色の経歴で、小堺昭三の小説『ごじゃな奴』（光文社 1975年、のち「破天荒一代」角川文庫）のモデルとなった。
- 政界仕掛け人として活躍。1979年の四十日抗争から1980年の衆参同日選にかけては「反大平」の急先鋒だった[10]。
- 引退後（亡くなる前年）の著書に、保守政界のご意見番な形で『ニューリーダーがアレだから自民党が面白い―大胆率直に、政治の現状を斬る！』（ロングセラーズ、1986年11月）[11]がある。
- 妹の幡井政子は兵庫県消費者団体連絡協議会会長などを務めた[12]。
- 大山一郎（香川県議会議長）は元秘書。